# ۷ اوت
۷ اوت در گاه‌شماری میلادی، دویست و نوزدهمین (در سال‌های کبیسه دویست و بیستمین) روز سال است. ۱۴۶ روز تا پایان سال باقی است.

## رویدادها
- ۱۹۹۸ - بمب‌گذاری ۱۹۹۸ سفارت ایالات متحده - در اثر انفجار دو کامیون انتحاری به شکل همزمان که سفارت خانه‌های ایالات متحده در دارالسلام، پایتخت تانزانیا و نایروبی، پایتخت کنیا را هدف قرار داده بود، مجموعاً دست کم ۲۲۴ تن از جمله ۱۲ آمریکایی کشته و بیش از ۴۰۰۰ هزار نفر زخمی شدند. ۲۱۳ تن از کشته‌ها و بیشتر زخمی‌ها (تنها ۸۵ تن در دارالسلام زخمی شدند) متعلق به نایروبی بود.

## زادروزها
- ۳۱۷ - کنستانتیوس دوم، امپراتور روم (م. ۳۶۱)
- ۱۳۱۹ - بهاءالدین سبکی، محدث، فقیه، ادیب، نویسنده و شاعر مصری
- ۱۸۷۶ - ماتا هاری، رقاصه و جاسوس هلندی (م. ۱۹۱۷)
- ۱۹۴۲ - توبین بل، بازیگر آمریکایی و هنرپیشه نقش جیگ‌ساو در مجموعه فیلم های اره
- ۱۹۶۲ - میشائل وایکات، گیتارنواز، آهنگساز و موسیقی‌دان، یکی از اعضای اولیه گروه هلووین اهل آلمان
- ۱۹۶۶ - جیمی ویلز، بنیان‌گذار ویکی‌پدیا
- ۱۹۷۵ - شارلیز ترون، بازیگر زن اهل آفریقای جنوبی

## مرگ‌ها
- ۴۶۱ - ماژوریان، امپراتور روم غربی (۴۶۱–۴۵۷) (تورتونا، امپراتوری روم غربی) (ت. پیرامون ۴۲۰)
- ۱۹۴۱ - رابیندرانات تاگور، شاعر، فیلسوف، موسیقی‌دان و چهره‌پرداز هندی و برنده جایزه نوبل ادبیات در سال ۱۹۱۳ (کلکته، راج بریتانیا) (ت. ۱۸۶۱)
- ۱۹۵۷ - اولیور هاردی با نام اصلی نورویل هاردی، هنرپیشه کمدی سینمای ایالات متحده (نورث هالی وود، کالیفرنیا، ایالات متحده) (ت. ۱۸۹۲)
- ۱۹۹۲ - فریدون فرخزاد، شومن، خواننده و شاعر ایرانی (بن، آلمان)
- ۲۰۱۲ - مورتوض علسگرف، رئیس مجلس جمهوری آذربایجان (۲۰۰۵–۱۹۹۶) (باکو، جمهوری آذربایجان)

## مناسبتها
- روز ملی و استقلال ساحل عاج